# Diaspora polska w Austrii
Diaspora polska w Austrii – ogół Polaków i ludzi polskiego pochodzenia zamieszkujących Austrię. Według danych z 2008 roku Austrię zamieszkiwało 35 485 obywateli Polski, z czego większość (24 679) w Wiedniu.

## Rozmieszczenie obywateli Polski w Austrii
Liczba obywateli Polski w poszczególnych krajach związkowych Austrii według danych z 2008 roku:
| Kraj związkowy | Liczba Polaków | % populacji |
| -------------- | -------------- | ----------- |
| Wiedeń         | 24 679         | 1,47%       |
| Dolna Austria  | 5021           | 0,31%       |
| Górna Austria  | 2186           | 0,16%       |
| Styria         | 1156           | 0,1%        |
| Tyrol          | 719            | 0,1%        |
| Salzburg       | 553            | 0,1%        |
| Burgenland     | 503            | 0,18%       |
| Karyntia       | 357            | 0,06%       |
| Vorarlberg     | 311            | 0,09%       |

## Kościoły i związki wyznaniowe
Dla Polonii, wiernych kościoła rzymskokatolickiego odbywają się w kościołach kilku miast msze w języku polskim. W języku polskim odbywają się również spotkania religijne innych wyznań (m.in. Świadków Jehowy).

## Galeria

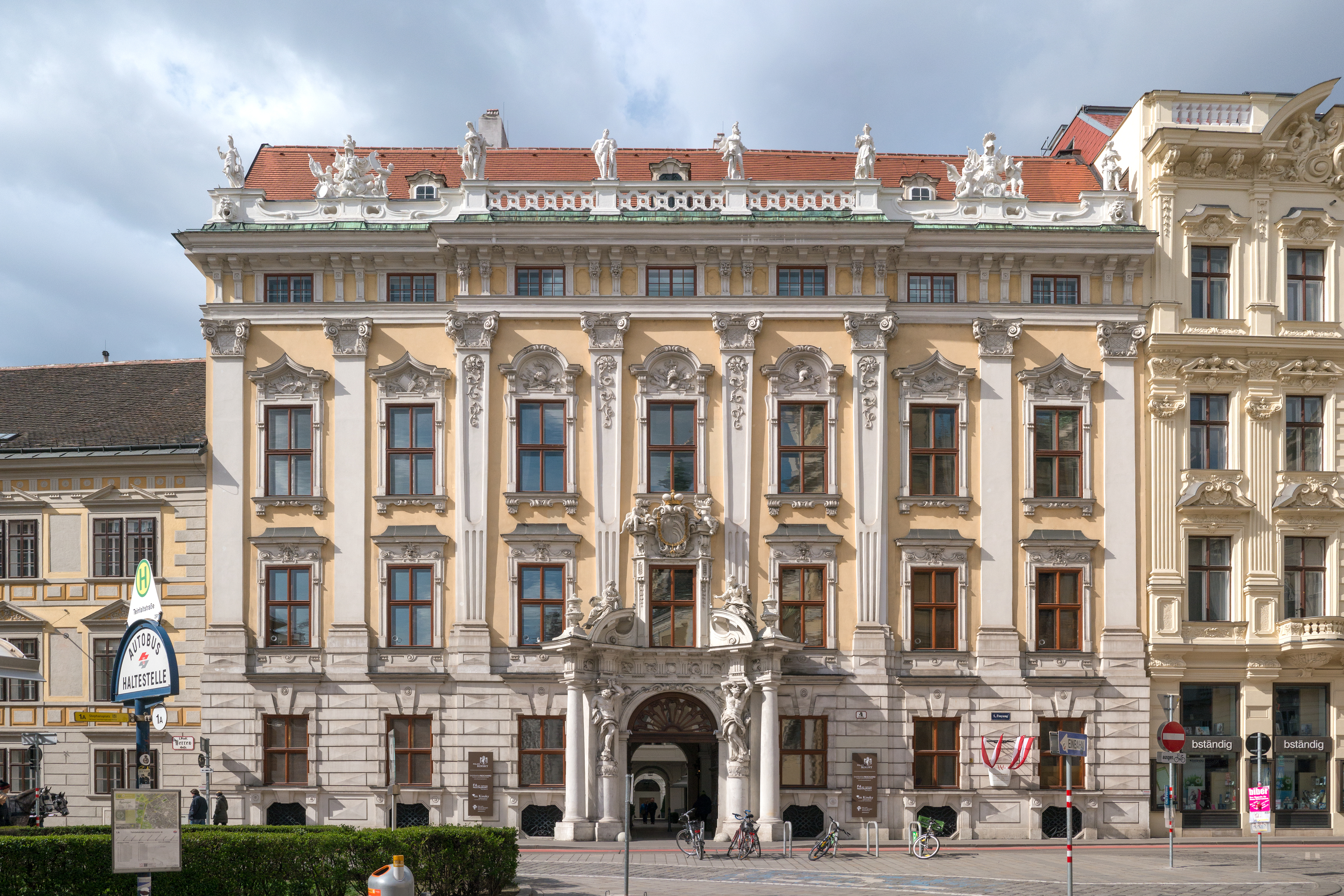
Pałac Kinskich w Wiedniu, miejsce narodzin Józefa Poniatowskiego
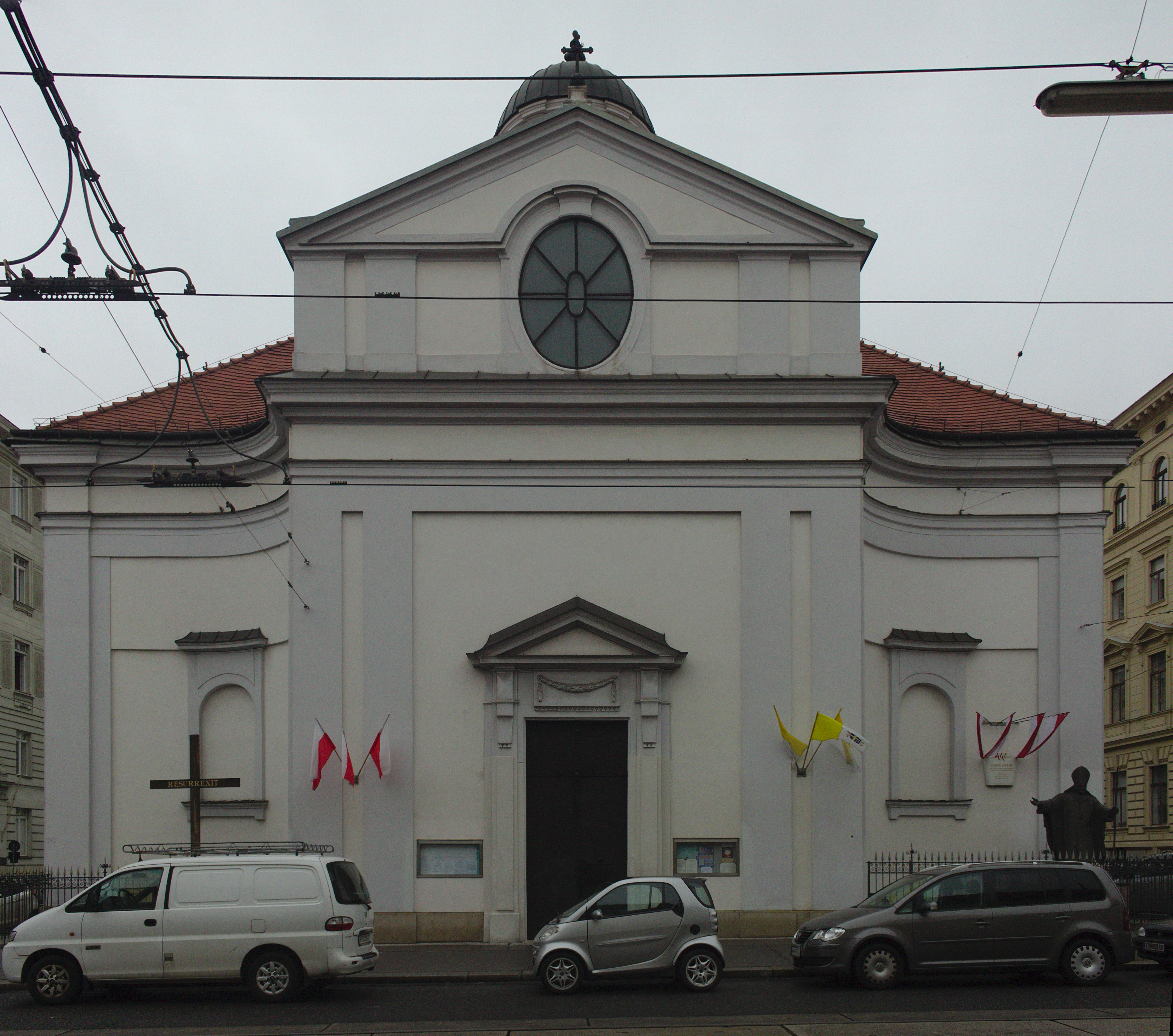
Kościół Polski w Wiedniu
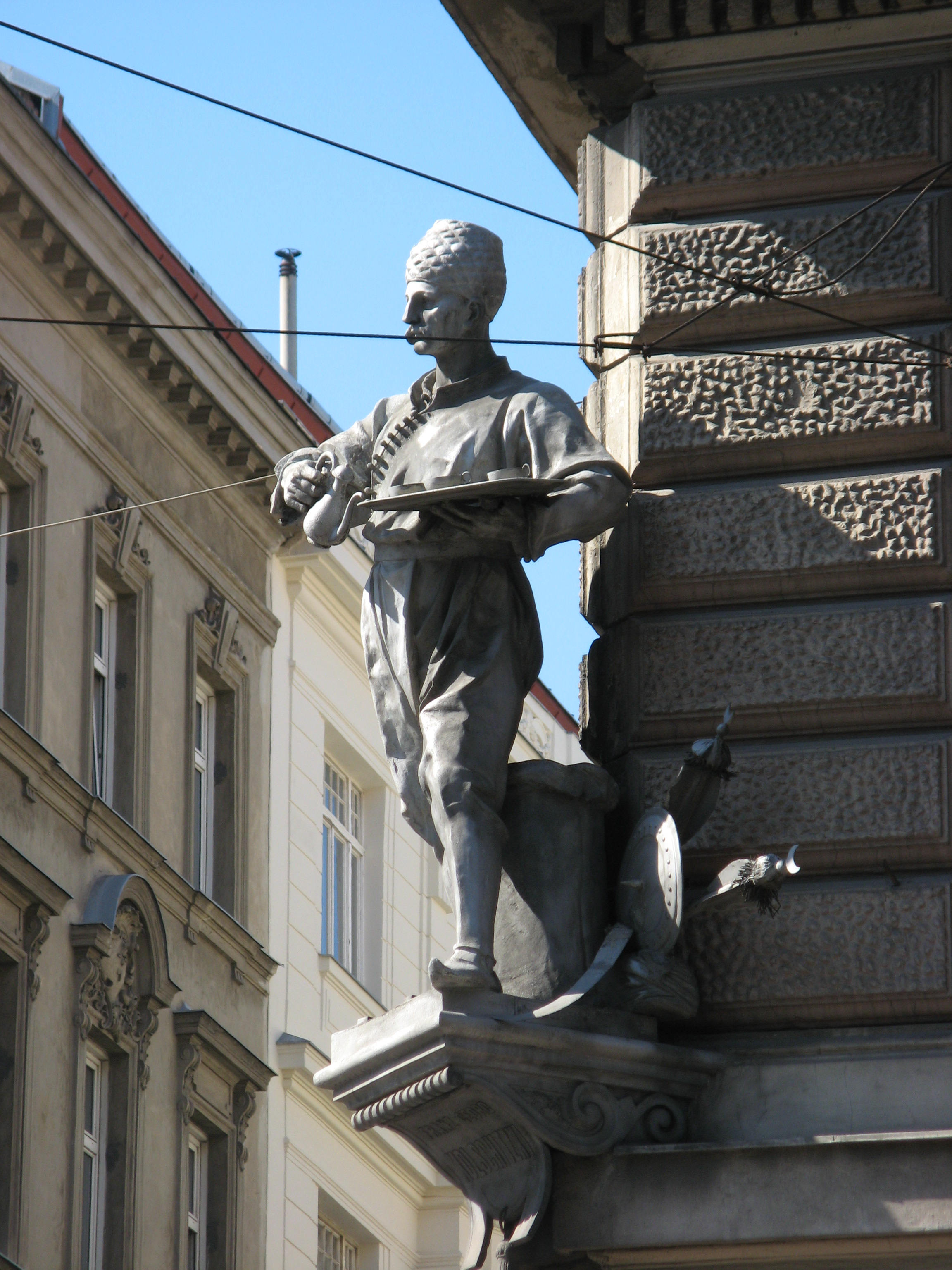
Posąg Jerzego F. Kulczyckiego z 1885 r. w Wiedniu
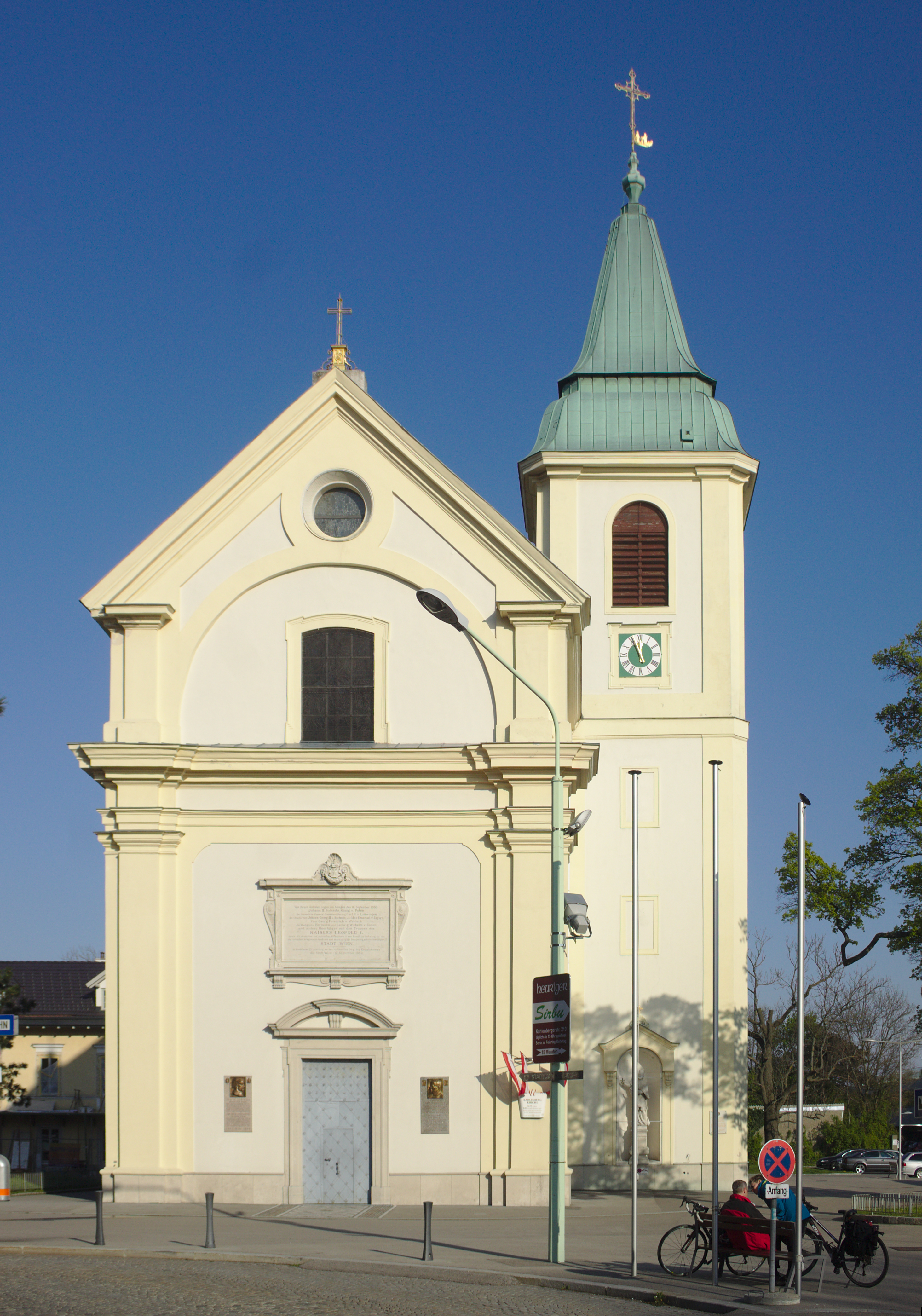
Kościół Polski pw. św. Józefa na Kahlenbergu
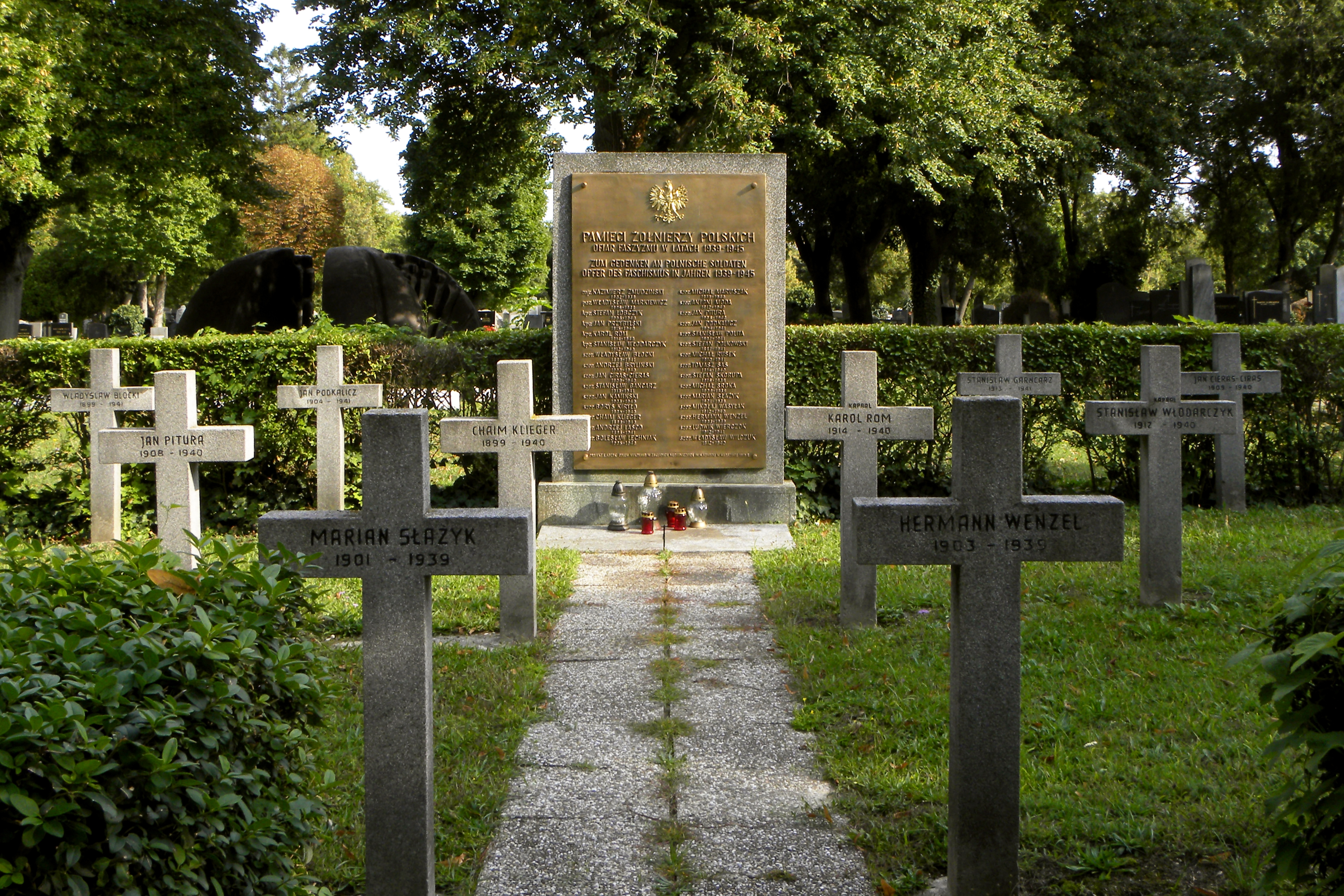
Polska kwatera wojenna na Cmentarzu Centralnym w Wiedniu
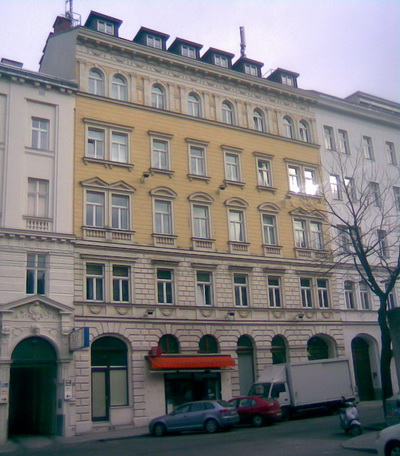
Dom Polski w Wiedniu

- Tablice upamiętniające Polaków związanych z Wiedniem

"Tablice
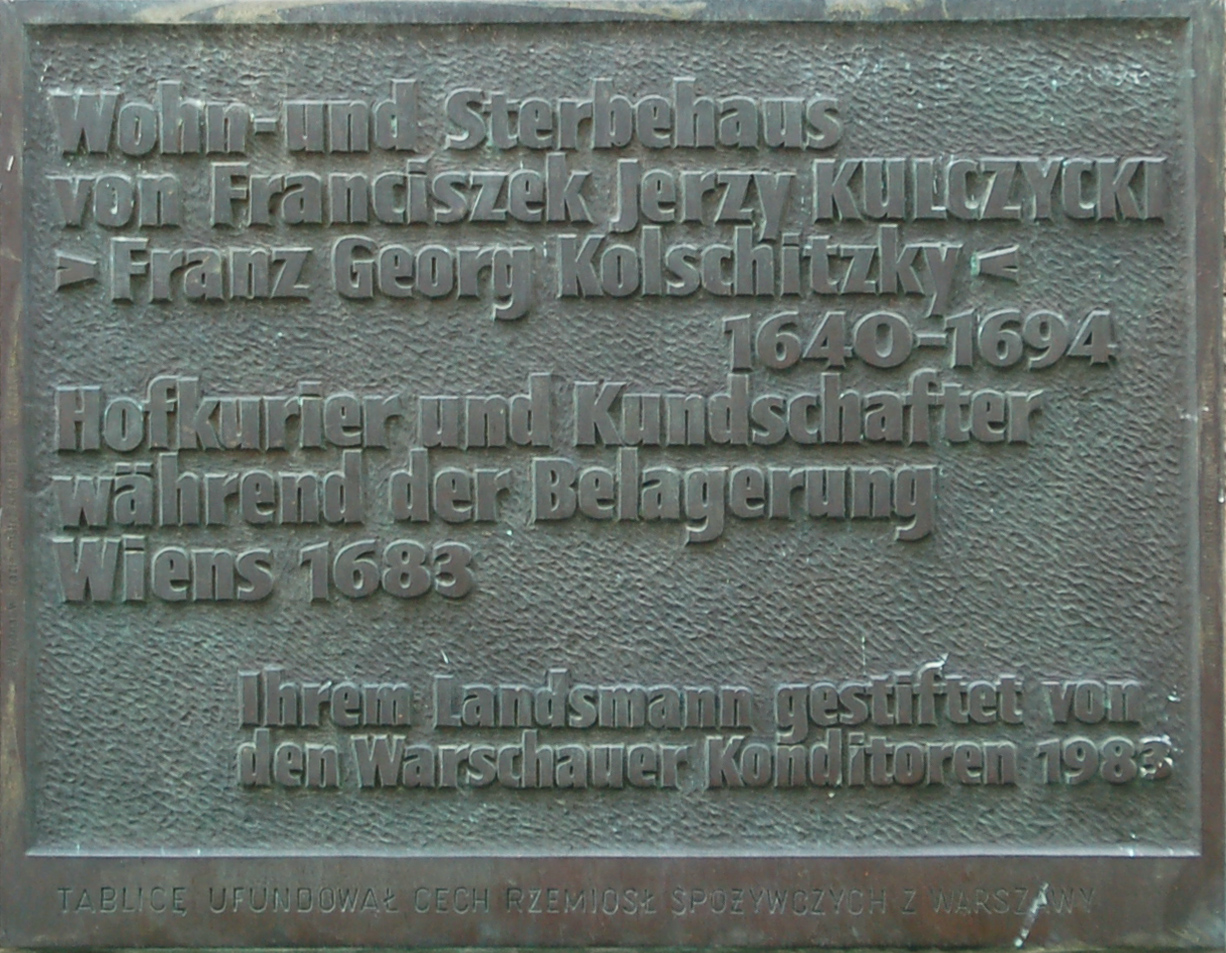
Tablica pamiątkowa w miejscu zamieszkania Jerzego Franciszka Kulczyckiego
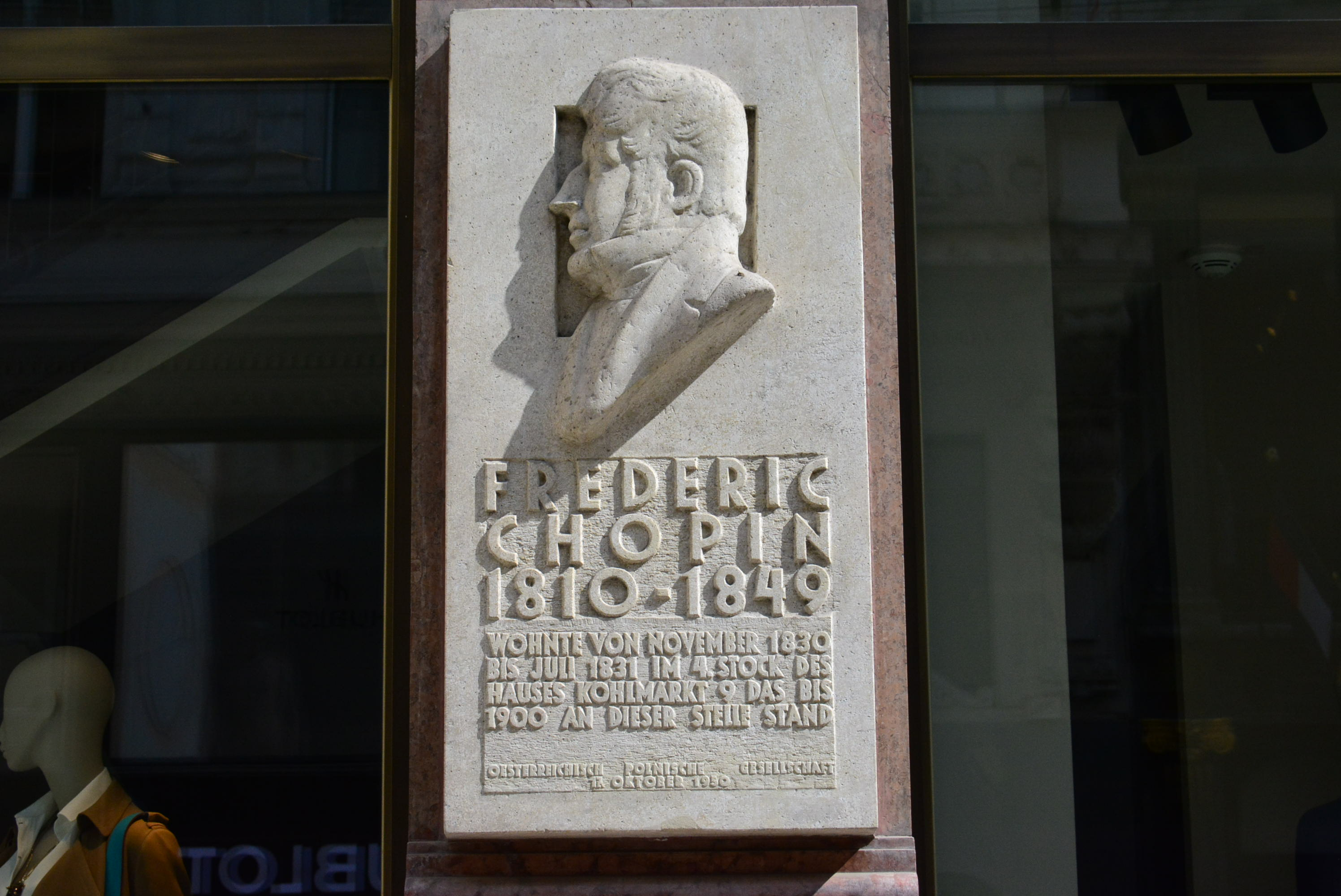
Tablica pamiątkowa w miejscu zamieszkania Fryderyka Chopina w l. 1830-31
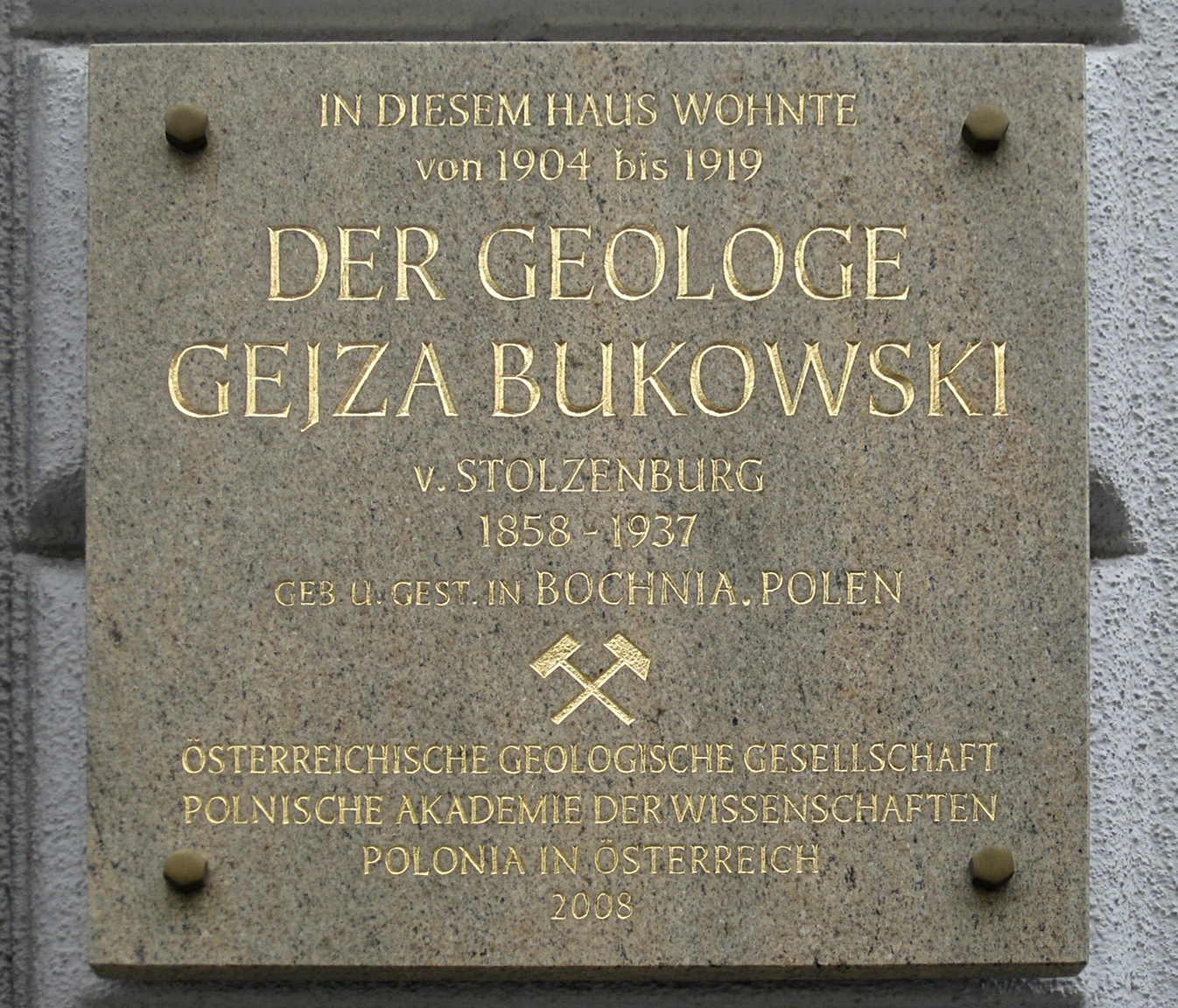
Tablica pamiątkowa na dawnym domu Gejzy Bukowskiego
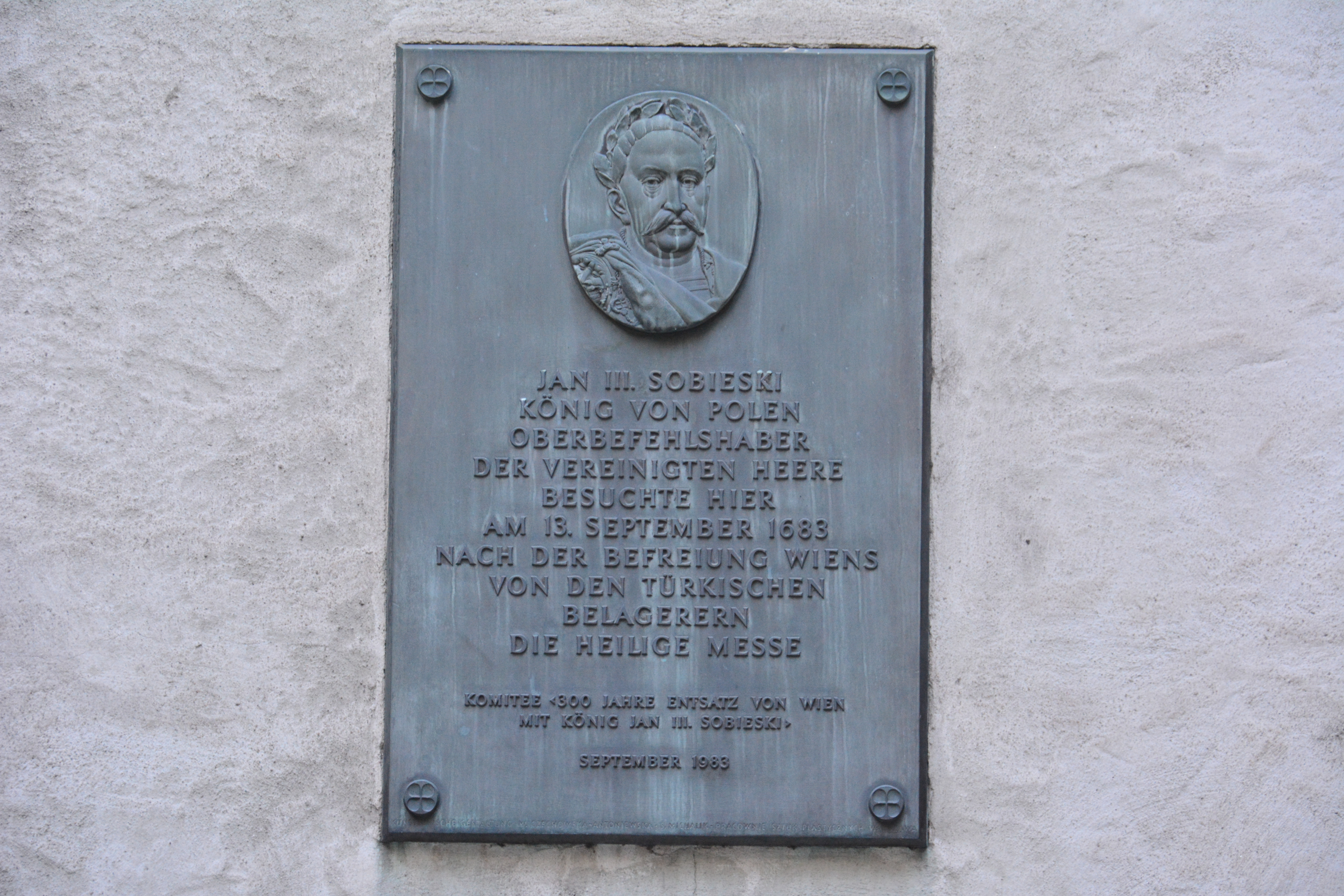
Tablica upamiętniająca króla Jana III Sobieskiego na ścianie kościoła augustianów
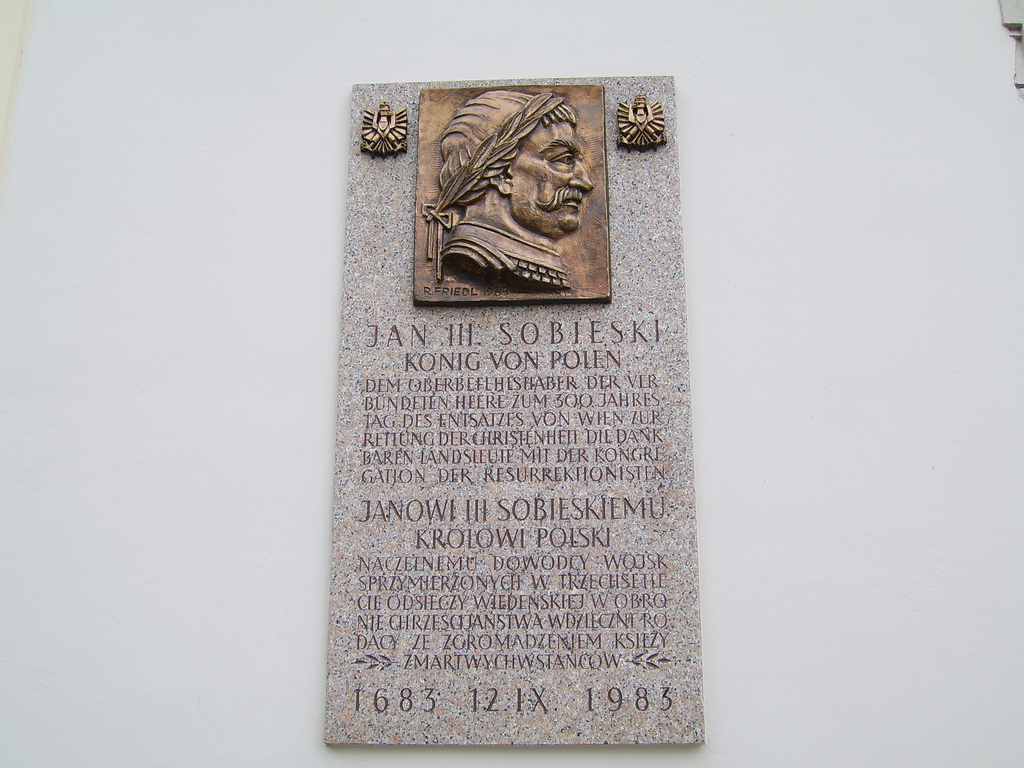
Tablica upamiętniająca Jana III Sobieskiego na fasadzie kościoła św. Józefa na Kahlenbergu